# كدودة
كدودة (بالفارسية: کدوده) هي قرية تقع في Poshtkuh Rural District في إيران. يقدر عدد سكانها بـ 51 نسمة بحسب إحصاء 2016.